# Aeglopsis eggelingii
Aeglopsis eggelingii là một loài thực vật có hoa trong họ Cửu lý hương. Loài này được M.Taylor mô tả khoa học đầu tiên năm 1940.